# Cycas zeylanica
Cycas zeylanica är en kärlväxtart som först beskrevs av Julius Schuster, och fick sitt nu gällande namn av A. Lindstr. och Kenneth D. Hill. Cycas zeylanica ingår i släktet Cycas, och familjen Cycadaceae. IUCN kategoriserar arten globalt som sårbar. Inga underarter finns listade i Catalogue of Life.
Cycas zeylanica är för närvarande (2020) endemisk på ögrupperna Andamanerna och Nikobarerna. Den fanns tidigare även på Sri Lanka, men de sista exemplaren förstördes vid tsunamikatastrofen i december 2004.